# Mariage plural
Le mariage plural est le nom donné par l'Église de Jésus-Christ des saints des derniers jours à la pratique d'un type de polygamie (la polygynie) parmi les saints des derniers jours, pratiqué publiquement de 1852 à 1890. Avec l'autorisation du président de l'Église, les mariages pluraux étaient célébrés uniquement dans les premiers temples mormons. Seules les femmes membres de l'Église et seuls les hommes détenteurs de la prêtrise de Melchisédek pouvaient accéder au mariage au temple.
Selon la doctrine mormone, le mariage plural rétablissait la pratique biblique de la pluralité des épouses, et aurait été voulu par Dieu, dans un temps donné, pour accroître son peuple.
Le pourcentage de mormons polygames a varié selon les endroits et les périodes. Après l'institutionnalisation de la pratique par Brigham Young jusqu’à sa suspension, entre 20 et 40 % des hommes entrèrent dans de tels mariages pluraux, tandis que le pourcentage de femmes conjointes à un homme polygame était 10 à 15 % plus élevé (leur nombre excédant parfois celui des femmes conjointes à un homme monogame en Utah).
Le 7 avril 1889, Wilford Woodruff, président de l'Église de Jésus-Christ des saints des derniers jours, mit fin au mariage plural.
Quelques groupes minoritaires issus du mormonisme continuent de pratiquer la polygamie en dépit des lois américaines. L'Église mormone n'entretient pas de rapport avec ces groupes et leur conteste le qualificatif de mormon.

## Croyance mormone
Les mormons croient que, de même que la pratique du mariage plural fut le résultat d’une révélation à Joseph Smith, son abandon fut également l’application d’une révélation divine donnée au président de l’Église de l’époque, Wilford Woodruff.
Wilford Woodruff déclara lui-même : « J'aurais laissé tous les temples nous échapper, je serais allé moi-même en prison et aurais laissé tous les autres hommes y aller, si le Dieu du ciel ne m'avait pas commandé de faire ce que j'ai fait ; et lorsque vint l'heure où il me fut commandé de faire cela, c'était tout à fait clair pour moi. J'allai devant le Seigneur, et j'écrivis ce que le Seigneur me dit d'écrire ».
Pour les mormons, la loi du mariage plural a constitué une mise à l’épreuve de leur foi. Le Livre de Mormon enseigne que la loi divine est la monogamie, sauf lorsque Dieu en décide autrement :
« C'est pourquoi, mes frères, entendez-moi, et écoutez la parole du Seigneur : car aucun homme parmi vous n'aura plus d'une épouse ; et de concubines il n'en aura aucune ; car moi, le Seigneur Dieu, je fais mes délices de la chasteté des femmes. Et la fornication est une abomination devant moi ; ainsi dit le Seigneur des armées. C'est pourquoi, ce peuple gardera mes commandements, dit le Seigneur des armées, sinon le pays sera maudit à cause de lui. Car si je veux, dit le Seigneur des armées, me susciter une postérité, je le commanderai à mon peuple ; autrement ils observeront ces choses »
— Jacob 2:27-30 (gras ajouté)
Ce concept fut confirmé par Joseph Smith le 5 octobre 1843 : « J'ai constamment dit que personne n'aura plus d'une femme à la fois, à moins que le Seigneur n'en décide autrement ».

## Histoire

### Origine
En 1831, Joseph Smith, le fondateur de l'Église mormone, affirma avoir eu une révélation sur le mariage plural. La révélation mentionnait Abraham dont la polygamie lui permit d'avoir une descendance nombreuse. Joseph Smith fit part de cette révélation à un petit nombre d'associés intimes. Elle ne fut toutefois pas mise par écrit à l’époque, ni pratiquée de façon générale ni même annoncée publiquement. En 1840, la doctrine du mariage plural fut enseignée à un petit nombre de dirigeants de l'Église qui, avec Joseph Smith, épousèrent secrètement d'autres femmes l'année suivante. Ce caractère secret ne put pas être gardé longtemps, néanmoins la doctrine ne fut pas discutée ouvertement. Cet état de choses fut particulièrement responsable de la persécution qui s'abattit sur l'Église jusqu’à l’abrogation de cette pratique en 1890.

### Révélation sur le mariage
Le 12 juillet 1843, Joseph Smith fit mettre par écrit et lire au grand conseil de Nauvoo la « révélation relative à la nouvelle alliance éternelle, y compris l’éternité de l’alliance du mariage, ainsi que la pluralité des épouses » (Doctrine et Alliances, chapeau de la section 132). Aucune doctrine, sans doute, de la jeune Église ne causa autant de dissensions dans et en dehors de l'organisation.
Les rapports historiques montrent que ni Joseph Smith, ni Brigham Young, ni l'un quelconque des dirigeants de l'Église n’accueillirent avec joie la doctrine du mariage plural. Brigham Young dit plus tard :
« Si on m'avait demandé ce que j'aurais choisi lorsque Joseph Smith révéla cette doctrine (la pluralité des épouses), j'aurais dit, à condition que cela ne diminuât pas mon salut : ‘ Je ne veux avoir qu'une seule femme… Je ne désirais pas reculer devant aucun devoir, ni manquer si peu que ce fût de faire ce qu'il m'était commandé, mais c'était la première fois de ma vie que j'avais souhaité la mort et pendant longtemps j'eus du mal à surmonter ce sentiment »
— Discours prononcé le 14 juillet 1855 à Provo ; voir Roberts, Comprehensive History of the Church, vol. 2, p. 102
John Taylor, qui devint le troisième président de l'Église, ajoute :
« J'avais toujours nourri des idées strictes concernant la vertu, et j'estimais, en tant qu'homme marié, que c'était là pour moi, en dehors de ce principe, une chose affreuse à faire. L'idée d'aller demander à une jeune fille de m’épouser alors que j'avais déjà une femme ! Voilà bien une chose propre à émouvoir les sentiments au plus profond de l'âme humaine. J'avais toujours entretenu la chasteté la plus stricte... Avec les sentiments que j'avais nourri, rien moins que la connaissance de Dieu et les révélations de Dieu et leur véracité n'aurait pu m'inciter à obéir à un tel principe »
— Roberts, The Life of John Taylor, p. 100
Pour Heber C. Kimball et sa femme, Vilate, le commandement du prophète que Heber prenne une autre femme fut une épreuve extraordinairement difficile. Ce commandement fut caché pendant un certain temps à la femme de Heber. Vilate remarqua qu'il était extrêmement soucieux. Elle affirma qu'en réponse à sa prière concernant ce qui causait tant de soucis à son mari, elle reçut une vision du monde éternel. Personne ne sait ce qu'elle vit, mais par la suite elle devint partisane convaincue de la doctrine du mariage plural.

### Circonstances de l'introduction du mariage plural
Dans les premiers temps de l'Église mormone, un nombre plus grand de femmes que d'hommes étaient devenues membres de l'Église. C'était le cas de la période de Nauvoo et cela resta le cas pendant un certain nombre d'années après l'arrivée des saints en Utah.

### Mesures en prévision de la crise
Le 6 août, il écrivit dans son journal intime : « Je prophétisai que les saints continueraient à subir de nombreuses afflictions et seraient chassés dans les Montagnes Rocheuses, que beaucoup apostasieraient, que d'autres seraient mis à mort par nos persécuteurs ou perdraient la vie par suite de l'exposition aux intempéries ou à la maladie, et certains d'entre vous auront l'occasion d'aller aider à installer des colonies et bâtir des villes et voir les saints devenir un peuple puissant au milieu des Montagnes Rocheuses ».

### Mariage plural
À une conférence qui eut lieu les 28 et 29 août 1852 à Salt Lake City, la doctrine du mariage plural fut annoncée pour la première fois en public. La révélation fut lue, et Orson Pratt (1811-1881) fit un discours du point de vue de la Bible. Les limites et les restrictions de la loi énoncées par la révélation moderne furent expliquées. Un certain nombre des dirigeants pratiquaient déjà cette doctrine. Après cette conférence, d'autres personnes reçurent de Brigham Young, qui détenait les clefs de cet ordre du mariage, l'autorisation de le pratiquer. Dans certains cas, le président de l'Église exhorta les dirigeants de l'Église à épouser et à ouvrir leur foyer aux femmes dignes de la communauté qui n'avaient pas trouvé de mari.
À la fin de la première année de migration en Utah, le nombre de femmes dépassait le nombre d'hommes. Cet excès de la population féminine persista pendant un demi-siècle. Dans la pratique mormone du mariage plural, ces femmes étaient absorbées dans la vie familiale de diverses communautés. La pratique était nécessairement limitée, deux pour cent des hommes éligibles pour le mariage seulement ayant plus d'une femme. La loi n'était pas non plus applicable à la population générale du territoire ni même aux membres en général de l'Église. Seuls les hommes qui obtenaient l'autorisation du président, lequel considérait la personnalité et la dignité de l'individu, pouvaient épouser une deuxième femme, et ce, uniquement avec le consentement de la première.
Un recensement fait en 1858 porte à 3617 le nombre de maris polygames en Utah. Ce chiffre se décompose ainsi :
- Maris ayant 7 femmes et plus : 387
- Maris ayant 5 femmes : 730
- Maris ayant 4 femmes : 1100
- Maris ayant plus d’une femme et moins de 4 : 1400
- Total : 3617

### Constitutionnalité des lois contre la bigamie
(avril 2019).
- Si vous ne connaissez pas le sujet, laissez ce bandeau (vous pouvez alors contacter les auteurs).
- Si vous supprimez le contenu mis en cause (vous pouvez préalablement contacter les auteurs),

argumentez précisément cette suppression dans la page de discussion
(un manque de référence n'est pas un argument ; une recherche réelle de référence doit avoir été effectuée, être formellement documentée).
La constitutionnalité de la loi n'étant toujours pas décidée, un deuxième procès eut lieu en 1875 devant Alexander White, juge suprême d'Utah. La nature amicale du procès précédent était tout à fait absente, l'accusation devenant violente vis-à-vis de l'accusé, et l'accusé à son tour refusant de fournir les éléments permettant de prouver qu'il y avait eu violation de la loi. Toutefois une condamnation fut obtenue, et Reynolds reçut la condamnation de 500 dollars d'amende et deux ans de travaux forcés au pénitencier. La Cour Suprême d'Utah confirma le décret et appel fut fait à la Cour Suprême des États-Unis, qui, à la surprise de l'Église et de nombreux juristes experts en constitution, confirma la constitutionnalité de la loi. Ce fut un coup terrible pour l'Église. La décision ne tomba toutefois que le 6 janvier 1879. Entre-temps, Brigham Young était mort, et le collège des douze apôtres devenait l'autorité présidente de l'Église. Une tentative de rouvrir le procès de George Reynolds et une pétition pour que le pardon lui fût accordé échouèrent. Il fut mis en prison le 16 juin 1879.
En octobre 1880, la Première Présidence fut de nouveau organisée avec John Taylor comme président de l'Église. Sous son administration, la campagne contre « la bigamie » s'intensifia. Après la mort de Brigham Young et surtout après la décision de la Cour Suprême dans le cas Reynolds, les opposants à cette pratique œuvrèrent pour obtenir la fin de la polygamie. Leur action eut pour résultat le passage d'une nouvelle législation ayant pour but de supprimer les pratiques polygames. En mars 1882, le Congrès passa le « Edmunds' Bill » qui amendait la « loi contre la bigamie » de 1862. Cette mesure ajoutait à l'offense punissable des mariages pluraux ou « vie polygame », ce que l'on définissait comme « une cohabitation illégale ». La loi privait du droit de vote ou de détenir des offices publics tous ceux qui vivaient dans la polygamie. De plus, la possibilité de faire partie des jurés était refusée non seulement aux polygames, mais à toute personne qui seulement professait croire en la doctrine du mariage plural.
De plus, cette loi déclarait vacants tous les postes clés du territoire et prévoyait des officiers fédéraux à leur place. La loi Edmunds privait virtuellement l'Utah des droits d'autogouvernement qui étaient devenus un facteur caractéristique du gouvernement des territoires. La loi fut rendue rétroactive du point de vue des droits civiques, de sorte que quiconque avait vécu la loi du mariage plural était privé du droit de vote, même s’il ne la vivait plus.
Une campagne de procédures judiciaires commença contre les mormons polygames. Cette campagne dura pendant toute l'administration de John Taylor. Des centaines de domiciles furent violés, les maris et pères envoyés au pénitencier. Parce qu'elles refusaient de témoigner contre leur mari, des femmes furent envoyées en prison pour « insulte au tribunal ». Après la sévère condamnation prononcée contre Rudger Clawson en octobre 1884, se développa la « législation discriminatoire ». Cette décision des tribunaux permettait de prononcer des condamnations séparées contre un homme pour chaque journée où on le trouvait coupable de vivre avec une femme plurale.
Cette décision des tribunaux eut pour conséquence l'exil des dirigeants de l'Église, car elle revenait à proclamer qu'un homme qui pratiquait la polygamie, ou même essayait de pourvoir aux besoins de ses diverses épouses, pouvait, par une accumulation de condamnations séparées, être envoyé en prison à vie.
Cette « politique discriminatoire » fut condamnée par la Cour Suprême des États-Unis dans le cas de Lorenzo Snow, qui se présenta devant elle en février 1887.

### Fin du mariage plural

#### Le Manifeste
Le 7 avril 1889, au sein de ces difficultés, Wilford Woodruff, président de l'Église, suspendit le « mariage plural ».
Les lois contre la polygamie avaient imposé aux membres de l'Église un dilemme. Ils devaient désobéir, soit à la loi divine, soit à la loi du pays. La décision fut pour eux un soulagement. Le 25 septembre 1890, le président Woodruff proclamait son célèbre « Manifeste » qui mettait fin à la célébration des mariages pluraux dans l'Église et demandait aux saints d'obéir à la loi du pays. À la conférence générale d'octobre, le « Manifeste » fut soutenu et devint ainsi obligatoire pour l'Église.
À cette conférence, le Wilford Woodruff déclara : « Je tiens à dire à tout Israël que la mesure que j'ai prise en publiant ce Manifeste ne l'a pas été sans prière fervente devant le Seigneur… Je n'ignore pas les sentiments qui ont été suscités par ce que j'ai fait… Le Seigneur ne me permettra jamais, ni à moi, ni à aucun autre qui remplit le poste de président de cette Église de vous conduire dans l'erreur. Ce n'est pas dans le programme. Ce n'est pas dans la volonté de Dieu. Si je devais l'essayer, le Seigneur m'ôterait de ma place ».
Le résultat du Manifeste fut un changement notable dans l'attitude vis-à-vis de l'Église. Le 4 janvier 1893, le président Harrison fit une déclaration d'amnistie à ceux qui avaient contracté des « mariages polygames » avant le 1er novembre 1890. Les restrictions contre le droit de vote furent supprimées en 1893 et les biens personnels de l'Église furent rendus à leurs propriétaires. Trois ans plus tard, lorsque l'Utah reçut le statut d'État, les biens fonciers qui avaient été confisqués furent de même rendus à l'Église.
Au cours des années qui suivirent le Manifeste, des mariages pluraux furent célébrés en dehors des États-Unis avec l'accord de la Première Présidence de l'Église. Le second Manifeste de 1904 marqua l'abandon définitif des mariages pluraux dans le monde entier.

### Mouvements pratiquant la polygamie de nos jours
Certains mouvements issus du mormonisme pratiquent encore de nos jours une forme de mariage plural. Ils sont souvent désignés sous le terme de « mormons fondamentalistes ».
Ces mouvements ne sont cependant pas affiliés à l'Église de Jésus-Christ des saints des derniers jours qui ne les reconnaît pas comme « mormons ». En 1998, Gordon B. Hinckley a déclaré que :
« l'Église n'a absolument rien à voir avec les personnes qui pratiquent la polygamie. Ils ne sont pas membres de notre Église... Si l’on apprend que l’un de nos membres pratique le mariage plural, il est excommunié, la peine la plus grave que l’Église puisse appliquer. Non seulement il enfreint les lois du pays, mais il enfreint aussi les lois de notre Église. »
En 2006 à la suite de l'arrestation de Warren Jeffs (dirigeant d'un mouvement fondamentaliste), l'Église a publié une dépêche affirmant que le terme « mormon » ne devrait pas être utilisé pour désigner ces groupes polygames afin d'éviter la confusion.

## Fiction
En 2006, la série télévisée américaine Big Love raconte l'histoire d'un polygame, Bill, fondamentaliste mormon indépendant.
Pour éviter tout amalgame de cette fiction avec le mormonisme classique, l'Église de Jésus-Christ des saints des derniers jours a publié ce qui suit :

« L’Église de Jésus-Christ des saints des derniers jours a officiellement mis un terme à la polygamie en 1890. Tout membre de l’Église qui la pratique aujourd’hui est excommunié. Les groupes qui continuent de la pratiquer en Utah et ailleurs n’ont aucun lien avec l’Église de Jésus-Christ des saints des derniers jours ; la plupart des gens qui la pratiquent n’ont jamais compté parmi ses membres. L’Église est depuis longtemps préoccupée par la poursuite de la pratique illégale de la polygamie, en particulier par les rapports de sévices à l’encontre des conjoints et des enfants émanant aujourd’hui de communautés polygames. Il serait regrettable que ce feuilleton, en faisant de la polygamie un sujet de divertissement, minimise la gravité du problème des sévices. Les représentants de l’Église ont demandé aux producteurs de HBO d’envisager de publier au début de l’émission un démenti dissociant l’Église de Jésus-Christ des saints des derniers jours de la pratique actuelle de la polygamie. »

— La Première Présidence, le 17 février 2006